# Carlos Orozco Romero
Carlos Orozco Romero (* 1896 in Guadalajara; † 29. März 1984 in Mexiko-Stadt) war ein autodidaktischer, mexikanischer Künstler.
Im Alter von 20 Jahren begann Orozco Romero als Karikaturist für verschiedene mexikanische Zeitungen, wie Excelsior, El Universal oder das Wochenmagazin Revista de Revistas zu arbeiten. 1921 gewann er ein Stipendium des Staates von Jalisco, welches es ihm ermöglichte nach Frankreich und Spanien zu reisen. Kurz nach seiner Rückkehr 1922, lernte er Jean Charlot kennen, der ihm Unterricht in verschiedenen Drucktechniken gab. Ab 1923 war er Lehrer an der Escuele Preparatoria in Guadalajara. 1925 zog er nach Mexiko-Stadt. Ab 1928 leitete er mit Carlos Mérida die Galeria de Arte Moderno im Palacio de Bellas Artes, studierte an der Academia de San Carlos, wo er Kurse für Lithographie bei Emilio Amero belegte und gründete die Escuela de Danza des Instituto Nacional de Bellas Artes y Literatura (INBAL) und war Mitgründer der Escuela Nacional de Pintura, Escultura y Grabado „La Esmeralda“. 1939 war er Guggenheim-Stipendiat in New York City.
Er befasste sich in seiner Arbeit ebenso mit Holzarbeiten, Buchillustrationen und Karikaturen sowie Bühnen- und Kostümbildnerei. In seiner freien Künstlerwerkstatt bildete er namhafte Künstler aus. Eine von ihnen ist Tamara De la Torre. Orozco war Mitglied der Academia de Artes.